# Institut du Chemin Neuf
L' Institut Chemin Neuf (en latin : Institutum Novum Iter) est une congrégation cléricale de droit pontifical orienté vers l'œcuménisme.

## Historique
L'institut provient de la communauté du Chemin Neuf, un groupe de prière du renouveau charismatique fondé à Lyon par le jésuite Laurent Fabre.
L’institut du Chemin Neuf est érigé le 24 juin 1992 par Mgr Albert Decourtray, archevêque de Lyon en congrégation cléricale de droit diocésain ; il est reconnu de droit pontifical le 14 septembre 2009 par le cardinal Franc Rodé, préfet de la congrégation pour les instituts de vie consacrée et les sociétés de vie apostolique.

## Activités et diffusion
Le but de l'institut est la formation spirituelle, l'évangélisation et la promotion de l'unité de l'Église. 
L'institut est présent en : 
- Europe : Allemagne, Belgique, France, Hongrie, Italie, Pologne, Royaume-Uni, Suisse, République tchèque.
- Amérique : Brésil, Canada.
- Afrique : Burundi, Congo, République démocratique du Congo, Côte d'Ivoire, Égypte, Madagascar, Maurice.
- Asie : Israël, Liban.

La maison-mère est à l'abbaye d'Hautecombe.
Deux prêtres de l'institut du Chemin Neuf ont été nommés membres de la Conférence des évêques de France (CEF): Vincent Breynaert, responsable de la pastorale des jeunes et de la pastorale des vocations, en 2018, et Miguel Desjardins, directeur du service national pour l’unité des chrétiens, en 2021.
Étienne Vetö, nommé le 26 juin 2023 par le pape François, est le premier évêque issu de cette congrégation. 
Au 31 décembre 2020, la congrégation comptait 159 religieux dont 97 prêtres dans 18 maisons.